# Tyrannochthonius meneghettii
Tyrannochthonius meneghettii är en spindeldjursart som först beskrevs av Lodovico di Caporiacco 1949.  Tyrannochthonius meneghettii ingår i släktet Tyrannochthonius och familjen käkklokrypare. Inga underarter finns listade i Catalogue of Life.